# Nicolae Filimon
Nicolae Filimon (n. 6 septembrie 1819, București — d. 19 martie 1865) a fost un prozator român, cunoscut pentru crearea personajului Dinu Păturică, eroul primului roman realist românesc, un arivist din stirpea lui Julien Sorel. De asemenea, este autor de nuvele romantice și realist-satirice și primul critic muzical român. A scris un jurnal de călătorii pe Dunăre, și prin Occident, în Ungaria, Austria și Italia. Cea mai importantă operă a sa este romanul Ciocoii vechi și noi, apărută în 1863. Romanul este o frescă a societății românești la începutul secolului XIX. A fost inițiat în francmasonerie când se afla la studii în Franța.

## Tabel cronologic al vieții scriitorului
- 6 septembrie 1819 - Nașterea la București, drept penultimul copil al preotului Mihai Filimon, paroh la Biserica Enei (construită în 1611- demolată în 1977), și al Mariei
- 1821 – Revoluția lui Tudor, eveniment evocat în romanul Ciocoii vechi și noi
- 1829, 13 aprilie – Cântăreț la biserica Enei; tot acolo îl găsim și în anii 1841, 1842 și 1846
- 1830, 22 iulie – Moare Mihai Filimon, tatăl scriitorului
- 1831/1853 – Conform spuselor lui Ion Ghica, este corist în trupa Hanrietei Karl și flautist la teatrul lui Papanicola; aceștia sunt anii în care își desăvârșește cunoștințele în domeniul teatrului și al muzicii, fiind unul dintre primii noștri cronicari muzicali și teatrali. Ghica îi face acestuia un portret, într-o perioadă când intrase în cercul cântăreților de biserică (Anton Pann, Marin Serghiescu Naționalu): "un copilandru nalt, rumen, sprintenel, cu plete de țârcovnic"
- 1848 – Revoluția burghezo-democratică
- 1852 – Epitrop al bisericii Enei, funcție pe care o va avea până la moarte
  - 4 decembrie – „Conțopist” la Departamentul Credinței
- 1856, 26 februarie – În cadrul aceluiași departament, este ridicat la rangul de pitar
- 1857, 5 decembrie – Debutează în publicistică la ziarul Naționalul cu foiletoane și cronici muzicale: Paralelism între fosta direcțiune și cea de astăzi; Teatrul italian. Lucrezia Borgia; Teatru italian. Ernani
- 1858 – Călătorește în apusul Europei; evenimentul îi servește pentru scrierea operei Excursiuni în Germania meridională
- 1858, 23 noiembrie – Publică în Naționalul nuvela Mateo Cipriani sub titlul "Mănăstirea domenicanilor după colina Fiesole", inclusă în volumul Excursiuni în Germania meridională
- 1859, ianuarie – În același ziar, apare nuvela O baroneasă de poronceală, inclusă în volumul amintit
- 1859, 17 septembrie – Numit secretar al Comisiei Documentale
- 1859 – Moare Maria Filimon, mama scriitorului
- 1860, ianuarie – martie – Naționalul publică fragmentele Trei luni în streinătate, apărute apoi în volumul Excursiuni în Germania meridională
- 1860, ianuarie – martie – În Revista Carpaților apare nuvela Friederich Staaps sau Atentatul de la Schoënbrunn în contra vieții lui Napoleon
- 1860, ianuarie – martie – Revista Carpaților reeditează nuvela Mateo Cipriani
- 1860, octombrie – Naționalul publică nuvela Ascanio și Eleonora
- 1860, decembrie – Își încheie activitatea de cronicar dramatic și muzical la Naționalul cu o cronică intitulată Teatrul din București. Il Barbiere di Sevilla, melodramă comică cu două acte, poezia de C… muzica de maestrul Rossini.  Activitatea de cronicar muzical și dramatic (1857-1860) îl va ajuta să redacteze ceea ce înseamnă document de epocă în capitolele de mai târziu ale romanului Ciocoii vechi și noi: Muzica și coregrafia în timpul lui Caragea; Teatrul în Țara Românească și Italiana în Algir
- 1861 – „Revista Carpaților” publică nuvela Nenorocirile unui slujnicar sau gentilomii de mahala
- 1861 – Apare volumul Mateo Cipriani, Bergamo și Slujnicarii.
- 1861, aprilie – Cronicar dramatic și muzical la Independența, odată cu cronica la Maddalena, operetă semiserie într-un act, poezia tradusă din limba franceză de G. Curatolu, muzica originală de A. T. Zisso.
- 1861, noiembrie – Începe o colaborare la revista Țăranul român a lui Ion Ionescu de la Brad, cu o cronică la piesa Prăpastiele Bucureștilor, vodevil în 5 acte de d. Millo.
- 1862, ianuarie – Apare în Țăranul român basmul Roman Năzdrăvan, pentru ca la sfârșitul anului să i se publice și Omul de piatră și Omul de flori cu barba de mătasă sau povestea lui Făt-Frumos
- 1862, mai – Numit șef al secției bunurilor la Arhivele Statului
- 1862 – Revista română  a lui Al. I. Odobescu publică în mai multe numere romanul Ciocoii vechi și noi sau Ce naște din pisică șoareci mănâncă
- 1863 – Romanul apare în volum
- 1864, octombrie – Epitrop al bisericii Enei. După o oarecare absență, își reia activitatea de cronicar dramatic la Buciumul, revista lui Cezar Bolliac
- 1865, ianuarie – Publică în Dâmbovița ultimul său articol intitulat Răspuns la critica făcută de P.G. Nițescu revistei noastre muzicale din Monitorul nr. 285
- 19 martie 1865 – Moare răpus de ftizie. Pentru viața și opera scriitorului portretul pe care i-l face Ion Ghica într-una din Scrisorile sale are o însemnătate deosebită: „Acei care l-au cunoscut pierdeau un amic sincer, leal, îndatoritor, totdeauna vesel și voios, totdeauna mulțămit cu puținul ce câștiga prin munca și talentul său; caracter independent, nu s-a căciulit niciodată la nimeni; ura și disprețuia lipsa de demnitate și lingușirea; modest până a roși când auzea laude pentru scrierile lui, n-a bănuit niciodată că era un scriitor de mare talent. Literatura a pierdut în el pe unul din luceferii săi”.

## Opera literară

### Romane
- Ciocoii vechi și noi

### Nuvele
- Mateo Cipriani
- Friedrich Staaps
- O baroneasă de poronceală
- Ascanio și Eleonora
- Nenorocirile unui slujnicar sau Gentilomii de mahala

### Basme
- Roman Năzdrăvan (1862)
- Omul de piatră (1862)
- Omul de flori cu barba de mătasă sau povestea lui Făt-Frumos (1862)

### În alte limbi
- Táltos Román (Roman Năzdrăvan), traducere în limba maghiară de B. Delnei József, Ifjúsági Könyvkiadó, Bukarest, 1962.[4]